# Дуэ, Джулио
Джулио Дуэ (итал. Giulio Douhet; 30 мая 1869, Казерта — 15 февраля 1930, Рим) — итальянский генерал, военный теоретик. Развивал теорию воздушной войны, выдвинул идею проведения массированных бомбардировок городов противника с целью оказания морального воздействия и принуждения к капитуляции.

## Биография
Джулио Дуэ родился в 1869 году в городе Казерта на юге Италии. С 1882 года служил в армии в артиллерийских частях. Окончил артиллерийско-инженерное училище в Турине и академию генштаба.
Дуэ написал отчет об извлечённых из Итало-турецкой войны 1911-1912 годов уроках применения авиации, в котором предположил, что основной задачей самолетов должно быть бомбометание с большой высоты. В 1912 году Дуэ принял командование итальянским авиационным батальоном в Турине и написал свод Правил использования самолетов на войне (Regole per l'uso degli aeroplani in guerra) — одно из первых руководств по доктрине такого рода. Однако одержимость Дуэ воздушной мощью принесла ему репутацию радикала. После инцидента, когда он без разрешения приказал строить бомбардировщики Caproni, он был отправлен в пехоту.
В 1912—1915 годах служил в ВВС. С началом Первой мировой войны Дуэ призывал командование к масштабному наращиванию авиации. Когда Италия вступила в войну в 1915 году, Дуэ был потрясён некомпетентностью и неподготовленностью армии. В мае 1915 года — начальник штаба миланской дивизии. В 1915 году предложил применить 500 бомбардировщиков, которые могли бы сбрасывать 125 тонн бомб ежедневно, в войне против Австро-Венгрии. Он переписывался со своим начальством и правительственными чиновниками, резко критикуя ведение войны и выступая за решение проблем с помощью авиации. Его план был отвергнут, а сам Дуэ за критику руководства был предан военному трибуналу и приговорён к году тюремного заключения.
После поражения итальянских войск в битве при Капоретто Дуэ был выпущен на свободу. В 1918 году Дуэ назначен начальником Центрального управления авиации, но через 5 месяцев он ушел в отставку по собственному желанию. В 1920 году он был реабилитирован, а в 1921 году получил звание генерала. В 1921 году опубликована его книга о господстве в воздухе. Дуэ считал, что авиация должна играть в войне ведущую роль, и авиаудары по государственным и экономическим центрам противника способны привести к победе.
За исключением нескольких месяцев, проведённых в качестве главы авиации в правительстве Бенито Муссолини в 1922 году, Дуэ остаток жизни мог лишь теоретизировать, а не практиковать свои идеи. В дальнейшем до самой смерти от сердечного приступа в 1930 году Дуэ развивал свою теорию, отстаивая её положения в спорах с критиками.

## Сочинения
- Джулио Дуэ. Господство в воздухе. Вероятные формы будущей войны. Военная доктрина генерала Дуэ. Перевод с итальянского, французского. Серия Классическая военная мысль. М. АСТ. 2003. 603 с.
- Господство в воздухе. Вероятные формы будущей войны (1921). Douhet G. Il Dominio dell’Aria. Probabili Aspetti della Guerra Futura, — A. Mondadori editore, 1932.
- Война 19… года (1930). Douhet G. La Guerra Del 19… // «Rivista Aeronautica», 1930, № 3.